# Агуадо, Диего
Дие́го Агуа́до Фа́сио (исп. Diego Aguado Facio; родился 7 февраля 2007, Мадрид) — испанский футболист, защитник клуба «Реал Мадрид».

## Клубная карьера
Уроженец Мадрида, Агуадо является воспитанником футбольной академии клуба «Реал Мадрид». 27 ноября 2024 года впервые попал в заявку основного состава на матч Лиги чемпионов УЕФА против «Ливерпуля». 6 января 2025 года дебютировал в основном составе «Реала», выйдя в стартовом составе в матче Кубка Испании против клуба «Депортива Минера».

## Карьера в сборной
Выступал за сборные Испании до 17, до 18 и до 19 лет.
В мае 2024 года принял участие в юношеском чемпионате Европы на Кипре, сыграв в матчах группового этапа против сборных Португалии и Франции.